# Bellfountain
Bellfountain – jednostka osadnicza w Stanach Zjednoczonych, w stanie Oregon, w hrabstwie Benton.